# اوماری‌گلیپتین
اوماری‌گلیپتین (انگلیسی: Omarigliptin) یک داروی ضد دیابت خوراکی قوی و طولانی‌اثر از کلاس بازدارنده‌های DPP-4 است که برای درمان یک بار در هفته دیابت نوع ۲ استفاده می‌شود. DPP-4 را برای افزایش سطح اینکرتین (GIP و GLP-1) مهار می‌کند. این دو ماده که آزادسازی گلوکاگون را مهار می‌کند، که به نوبه خود باعث افزایش ترشح انسولین، کاهش تخلیه معده و کاهش سطح گلوکز خون می‌شود.